# Marthe Pabsdorff Brunvold
Marthe Pabsdorff Brunvold, född 25 juni 2001, är en norsk ishockeyspelare Linköping HC Dam från 2018 och har tidigare spelat för Storhamar Ishockey från Hamar, Jordal Ishockeyklubb i Oslo. Hon kommer från Løten. 